# Noroccidente del Cesar
Noroccidente es una de las 4 subregiones del departamento colombiano del Cesar. Se ubica en el norte del departamento y está integrada por los siguientes 4 municipios:
- Astrea (21,062 hab)
- Bosconia (45,481 hab)
- El Copey (31,650 hab)
- El Paso (42,890 hab)